# Psammocora
Psammocora Dana, 1846 è un genere di madrepora della sottoclasse degli Esacoralli. È l'unico genere della famiglia Psammocoridae..

## Descrizione
Il genere Psammocora è stato inizialmente descritto da James Dwight Dana nel 1846 sulla base della specie  Pavonia obtusangula (Lamarck, 1816), poi rinominata Psammocora contigua (Lamarck, 1816) che costituisce pertanto la specie tipo di questo genere.
Il genere è composto da coralli ermatipici coloniali. Le colonie mostrano una grande varietà di forme di crescita. Le forme di crescita comunemente osservate sono incrostanti, sottomesse, massicce, colonnari con proiezioni digitiformi o claviformi e ramificazioni. Le forme ramificate possono avere sezioni rotonde o appiattite. I rami derivano dalla crescita delle creste che si sviluppano sulla superficie della colonia in placche verticali coperte da calici secondari su entrambi i lati. La forma di crescita è tipicamente diversa per le varie specie di Psammocora. Le colonie sono solitamente attaccate al substrato roccioso, anche se ci sono colonie che vivono liberamente. Sebbene la formazione di colonie libere non sembri rappresentare un carattere tassonomicamente distintivo, alcune specie sembrano avere una tendenza più forte di altre a formare questo tipo di colonie.
I coralliti sono in genere piccoli e il diametro del calice varia approssimativamente tra 1 e 3 mm a seconda della specie. La disposizione dei coralliti è cerioidale con coralliti adiacenti che condividono la stessa parete. Una serie di coralliti può formarsi attraverso germogli intratentacolari. La serie può essere corta e chiusa dal muro comune, oppure lunga e seguita dal muro a fianco ma non chiusa da esso. La forma, la lunghezza e la larghezza della serie dei coralliti possono essere molto variabili all'interno della stessa colonia.
I polipi di Psammocora sono spesso espansi durante il giorno anche se raramente visibili a causa delle loro piccole dimensioni e trasparenza. Le bocche di polipo sono talvolta facilmente visibili a causa di una colorazione brillante (arancione, verde, rosa, bianco) che di solito contrasta con il resto.

## Distribuzione e habitat
La maggior parte delle specie sono diffuse in tutto l'Indo-Pacifico, dalle coste dell'Africa orientale e Madagascar, Mar Rosso e golfo di Aden, coste indiane e del sud-est asiatico, coste dell'Australia settentrionale, coste della Nuova Zelanda e fino alle Filippine  a sud, e il Giappone a nord. Alcune specie, come la Psammocora stellata e la Psammocora nierstraszie si trovano anche nella zona tropicale del Pacifico occidentale e centrale.

## Tassonomia
La classificazione del genere Psammocora all'interno delle scleractinie ha subito nel tempo diverse variazioni: inizialmente il genere fu inserito nella famiglia Thamnasteriidae del sottordine Fungiida (Vaughan and Wells, 1943) o del sottordine Astrocoeniina (Wells, 1956), successivamente fu classificato nella nuova famiglia Psammocoridae del sottordine Fungiina (Chevalier e Beauvais, 1987), quindi nella famiglia Siderastreidae del sottordine Fungiina (Veron, 1995). Studi successivi hanno dimostrato che la famiglia Siderastreidae non è monofiletica, pertanto il genere Psammocora appartiene alla famiglia Psammocoridae sulla base di un approccio combinato di studi morfologici e molecolari.
Secondo il World Register of Marine Species (WORMS), il genere è composto da 8 specie:
- Psammocora albopicta Benzoni, 2006
- Psammocora contigua Esper, 1794
- Psammocora digitata Milne Edwards & Haime, 1851
- Psammocora eldredgei Randall, 2015
- Psammocora haimiana Milne Edwards & Haime, 1851
- Psammocora nierstraszi Van der Horst, 1921
- Psammocora profundacella Gardiner, 1898
- Psammocora stellata Verrill, 1866

Sempre secondo il WORM un'altra specie che nel nome binomiale contiene il genere Psammocora, il cui stato tuttavia è di taxon inquirendum, e non è pertanto confermata come appartenenti al genere. Si tratta di Psammocora parvistella Verrill, 1866